# William Schnoebelen
William „Bill“ Schnoebelen (* 24. August 1949) ist ein US-amerikanischer christlicher Fundamentalist und Autor mehrerer Bücher. Er behauptet, früher Satanist, Thelema-Mitglied, Wicca-Mitglied, Rosenkreuzer, Freimaurer und Mormone gewesen zu sein. Kritiker werfen ihm vor, diese Behauptungen aufzustellen, um seine Bücher zu vermarkten.

## Leben
Er wurde in eine tiefreligiöse römisch-katholische Familie geboren. Mit fünf Jahren wollte er katholischer Priester werden. Schnoebelen gibt an, dass er wegen der Änderungen des zweiten vatikanischen Konzils und der „Heuchelei“ in den katholischen Priesterseminaren nach anderen Wegen des Glauben zu suchen begann.
Nach eigenen Angaben soll Schnoebelen auf Grund des Einflusses der Professoren an seinem Priesterseminar Spiritualismus, außersinnliche Wahrnehmung und Hexerei studiert haben. Mit der Zeit wurde er zum voll qualifizierten Wicca.
Außerdem will er Satanist zweiten Grades in der Church of Satan geworden sein, außerdem Freimaurer, Mitglied sowohl eines Thelema-Ordens als auch der Rosenkreuzer und vieler anderer mystischer Organisationen. Alle diese Organisationen stünden ebenso wie fliegende Untertassen und Entführungen durch Außerirdische in Verbindung mit Satanismus. Satanisten würden an jedem Halloween Menschen opfern.
1988 beschuldigte er das Fantasy-Rollenspiel Dungeons & Dragons, es handele sich um ein „Fütterungsprogramm für Okkultismus und Hexerei“. Das Spiel enthielte authentische magische Rituale und zwei der Autoren seien zu diesem Zweck an ihn und seine Frau als Kapazitäten der Magie herangetreten, um sicherzustellen, dass diese Rituale authentisch seien. 2001 erneuerte er diese Beschuldigung und machte ähnliche unerwiesene Behauptungen gegen die Harry-Potter-Bücher.
Nach eigener Aussage nahm Schnoebelen 1984, nachdem er ein Traktat von Jack Chick gelesen hatte, Jesus Christus als seinen persönlichen Heiland an und ist seitdem christlicher Fundamentalist. In der Folgezeit wurde er ein Freund Chicks und wird manchmal in dessen Traktaten zitiert. Der Verlag, in dem Chicks Traktate erscheinen, veröffentlicht auch Werke von Léo Taxil, einem Schwindler, der zwölf Jahre mit angeblichen Enthüllungsgeschichten über die Freimaurerei Geld verdiente, bis er triumphierend zugab, die Katholiken bewusst in die Irre geführt zu haben.
Schnoebelen und seine Frau Sharon arbeiten mit den One Accord Ministries mit Sitz in Iowa zusammen.

## Kritik
Die meisten der Gruppen, die durch die Anschuldigungen Schnoebelens betroffen sind, verwerfen seine Behauptungen als reine Fiktion. Einige behaupten, dass seine Schriften Fehler über Fakten über die Organisationen enthalten, denen er angeblich angehört haben will, so zum Beispiel die der Freimaurerei. Die Palladium-Freimaurerei, der Schnoebelen angehört haben will, hat nie existiert und geht auf den von ihm selbst enthüllten Schwindel Leo Taxils zurück.
Eine leicht zu verifizierende Kritik stellt die schier unzählbare Zahl von Aktivitäten dar, in die Schnoebelen und seine Partner involviert gewesen sein wollen, um ihre Glaubwürdigkeit zu erhöhen.
Gemäß seiner selbst veröffentlichten Autobiografie enthält sein curriculum vitae:
- 16 Jahre als Lehrer der Hexerei, Spiritismus und zeremonieller Magick.
- sieben Jahre in der Church of Satan
- neun Jahre als Freimaurer
- fünf Jahre als Mormone, wo er zahlreiche Ämter innegehabt haben will, inklusive Präsident des Ältestenquorums
- einen akademischen Grad in Musik und Pädagogik (1971, Loras College)
- Master in katholischer Theologie (1980, St. Francis School of Pastoral Ministry, einem katholischen Priesterseminar[3])
- Master als Berater (Liberty Universität, 1990)
- Fast 30 Jahre in Ufologie
- Fähigkeiten als naturheilkundlicher Arzt, kräuterheilkundlicher Ernährungsberater und ein zertifizierter Naturheilkundefachmann (die Universität Iowa lizenziert keine naturheilkundlichen Ärzte, der Abschluss mit N.D. erfordert üblicherweise vier Jahre höhere Fachsemester und intensive klinische Erfahrung).[4]

Gemäß Schnoebelens Freund Ed Decker wurde er 1968 Hexer; 1973 ein Hohepriester der Hexer; schloss sich 1975 der Church of Satan an; wurde 1976 Meister-Freimaurer; 1978 wurde er gnostisch-katholischer Bischof; trat 1979 der Palladium-Freimaurerei bei; erhielt den Master in Theologie 1980; trat den Mormonen 1980 bei; besuchte zum ersten Mal den LDS Tempel 1981 und wurde ein LDS Quorum Präsident im Jahr darauf und 1983 ein Institut-Lehrer, bevor er am 22. Juni 1984 errettet worden sei.
Schnoebelens und Deckers Behauptungen sind in mehreren wichtigen Punkten unglaubwürdig: Wicca-Hohepriester in einer solch kurzen Zeit zu werden, wie Schnoebelen es angibt, ist nach Angaben der Wicca-Gemeinschaft nahezu unmöglich. Zusätzlich sind Schnoebelens Schriften in Bezug auf seine Biografie widersprüchlich.
Schnoebelen gibt vor, während seiner Amtszeit als römisch-katholischer Bischof Frauen zu Priestern geweiht zu haben.
Die Daten, die in Schnoebelens Buch angegeben werden, stehen teilweise stark in Widerspruch mit seiner veröffentlichten Biografie. Beispielsweise gibt Schnoebelen in seinem Buch Freimaurerei: Hinter dem Licht an, dass er Mormone und Freimaurer war, als er Mitte 1984 „gerettet“ wurde. Dies impliziert, dass er entweder 1980 bereits Mitglied in beiden Organisationen war, als er Theologie an einer katholischen Priesterschule studierte, oder seine Behauptungen von „fünf Jahren“ als Mormone waren falsch. In Wicca: Satans kleine weiße Lüge, gibt er vor, dass er und seine Frau bis zu ihrer Abreise 1984 von Milwaukee den Vorsitz über eines der ältesten und größten Netzwerke von Hexentreffen geleitet hätten. Dies impliziert, dass er vor seiner geistigen Wandlung in diesem Jahr simultan Mormone, Freimaurer und Wicca-Mitglied gewesen sein müsste.
Seine Behauptungen über vermeintlich authentische Rituale in Dungeons & Dragons, ist reine Fiktion, da es in diesem Spiel keinerlei Rituale dieser Art gibt. Stattdessen enthält der Zauberspruch nur wenige Zeilen Text, die einzig den Zweck eines Zufallsgenerators haben, ohne dass dabei überhaupt Bewegungen oder Rituale auszuführen sind.

## Werke
- Freimaurerei, näher beleuchtet (OT: Masonry: Beyond the Light), Chick Publications
- Evil Communication
- Confessions of an Ex-Mason
- Wicca: Satan's Little White Lie, Chick Publications
- Lucifer Dethroned
- Space Invaders, Xlibris Corporation

### Von Schnoebelen
- http://www.chick.com/articles/dnd.asp Article About Dungeons & Dragons (englisch)

### Über Schnoebelen
- http://www.masonicinfo.com/schnoebelen.htm Freimaurerische Kritik an Schnoebelen (englisch)
- http://www.religioustolerance.org/chrw_int1.htm Sceptical religioustolerance.org Artikel über Schnoebelen (englisch)
- Witchvox: Ein paganischer Polizeioffizier kritisiert Schnoebelens Behauptungen, (Teil 2) (englisch)
- „Ex-Satanist Brings Confusion to Mormons and Their Critics“ (englisch)

| Personendaten    | Personendaten                                                           |
| ---------------- | ----------------------------------------------------------------------- |
| NAME             | Schnoebelen, William                                                    |
| ALTERNATIVNAMEN  | Schnoebelen, Bill (Spitzname)                                           |
| KURZBESCHREIBUNG | US-amerikanischer christlicher Fundamentalist und Autor mehrerer Bücher |
| GEBURTSDATUM     | 24. August 1949                                                         |